# Agricultura urbana

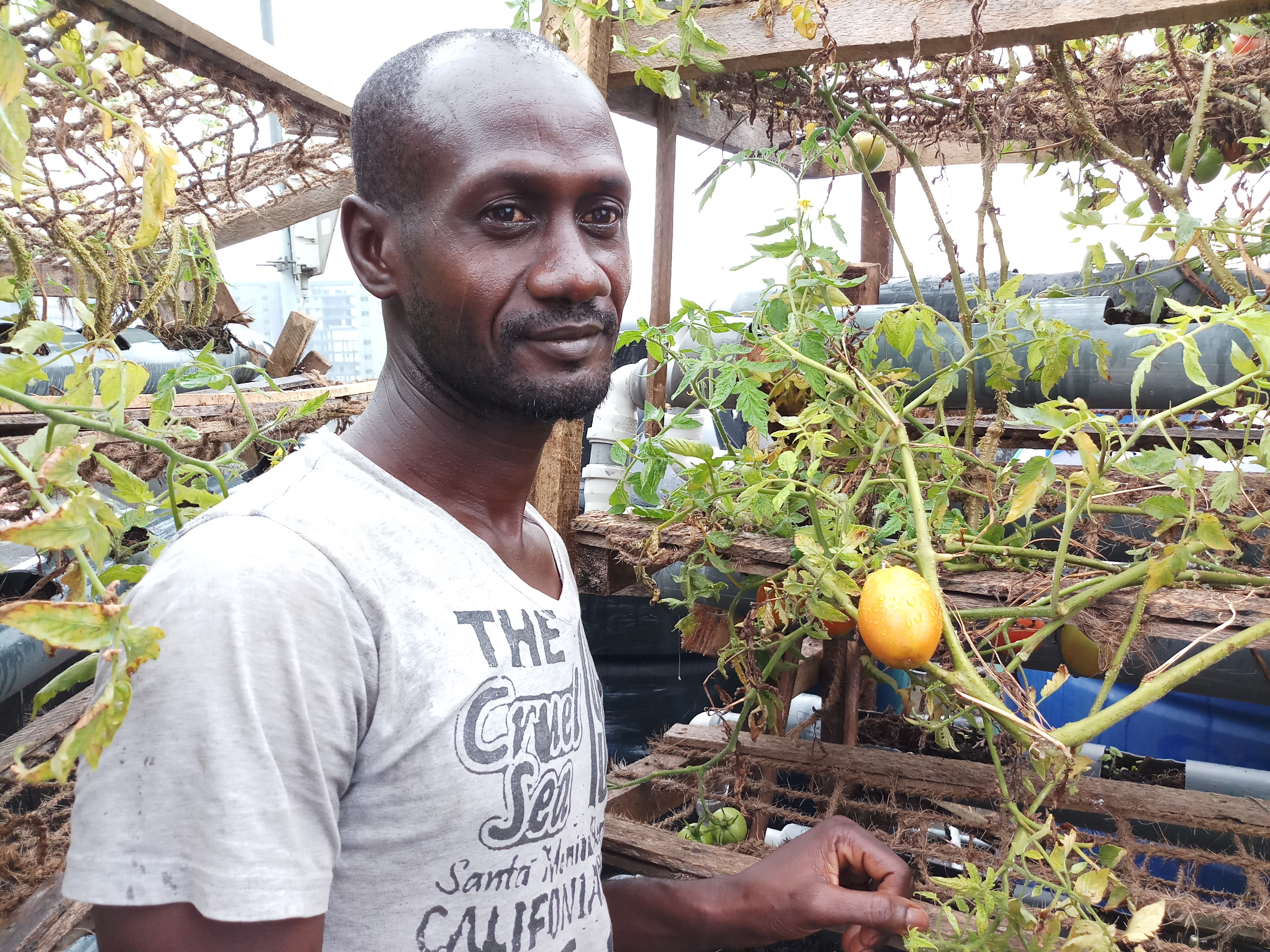
Agricultura urbana a Lagos

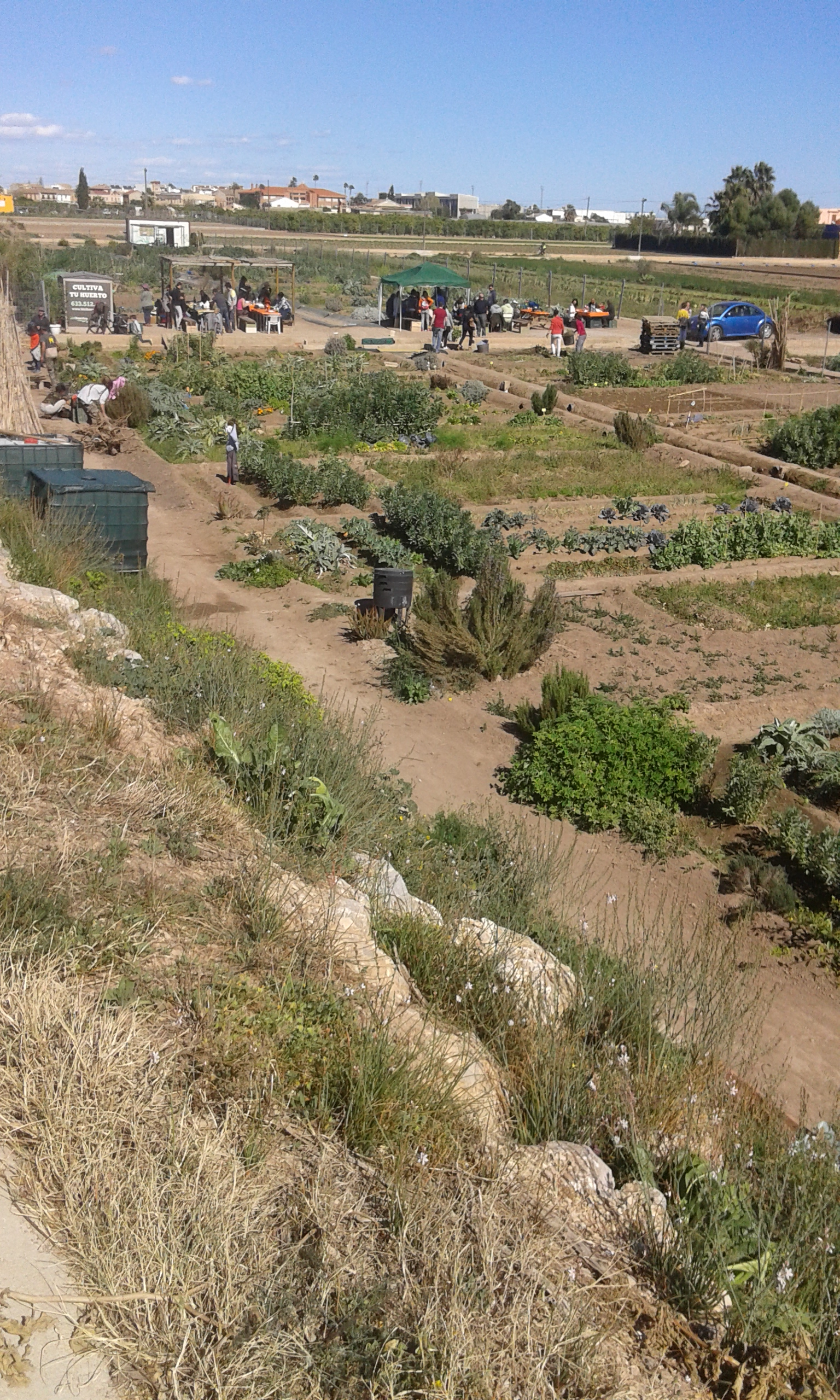
Horts urbans a Meliana

L'agricultura urbana, també hort urbà; és la pràctica de l'agricultura a les ciutats.
Es coneixen com a horts urbans els horts situats dins les ciutats, en aquest cas poden ser petites parcel·les, de vegades de propietat municipal que s'arrenden individualment i formen una xarxa (com passa a ciutats com Barcelona). També poden ser les iniciatives públiques i privades que en països en desenvolupament es promouen per a les famílies d'escassos recursos econòmics, que habitualment tenen els horts dins la seva pròpia casa.
Un concepte comercial d'hort urbà es refereix a les tècniques amb un substrat i reg gota a gota a dins de contenidors adequats ubicats en algun lloc amb prou sol dins les cases.
La FAO ha definit l'agricultura urbana com:
| « | Una indústria que produeix, processa i ven aliments i combustible per a donar resposta a les necessitats diàries dels consumidors d'una ciutat o metròpoli, gràcies a la terra i a l'aigua que es troba en la zona urbana i als voltants, aplicant mètodes de producció intensiva, fent servint i reutilitzant recursos i residus urbans per a obtenir diverses collites i ramaderia. | » |

Alguns dels seus avantatges són:
- Reducció del consum de combustible per a transportar aliments des de fora de la ciutat. Això també implica la reducció de conservants, ja que els productes no seran transportats durant dies.
- Millor coneixement dels productes químics utilitzats per als conreus, ja que sovint qui consumeix la collita és qui la planta.
- Augment de la cohesió social i de la solidaritat intergeneracional mitjançant programes d'intercanvi de coneixements en què persones majors ensenyen els joves com treballar la terra.
- Beneficis terapèutics a diferent nivell,[3] que són utilitzats per institucions dedicades a col·lectius de gent gran o en risc d'exclusió social.
- Usos simbòlics, on representar valors i conviccions, on expressar la protesta i reivindicar models alternatius.[4][5]
- Producció per a l'autoconsum.
- Millorar el valor estètic de la ciutat.[6]
- Augment de la participació de la comunitat.[7]

## Història

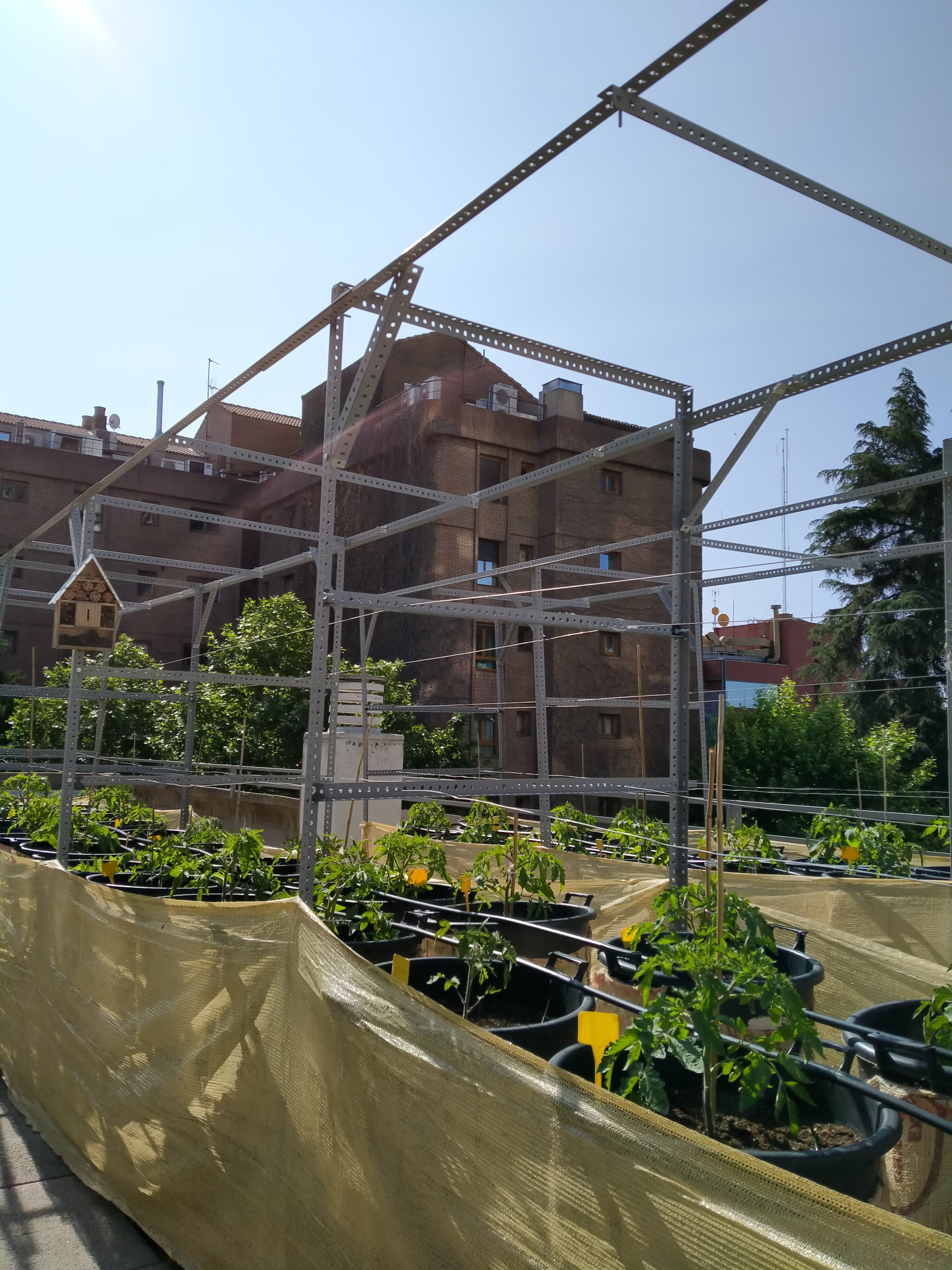
Cultiu al terrat experimental situat en un edifici cèntric de la ciutat de Madrid

A les ciutats semidesèrtiques de Pèrsia, els oasis s'alimentaven a través d'aqüeductes que portaven l'aigua de les muntanyes per sostenir la producció intensiva d'aliments, nodrida per les deixalles de les comunitats. A Machu Picchu, l'aigua es conservava i reutilitzava com a part de l'arquitectura esglaonada de la ciutat, i els parterres d'hortalisses estaven dissenyats per recollir el sol per tal de prolongar la temporada de cultiu.

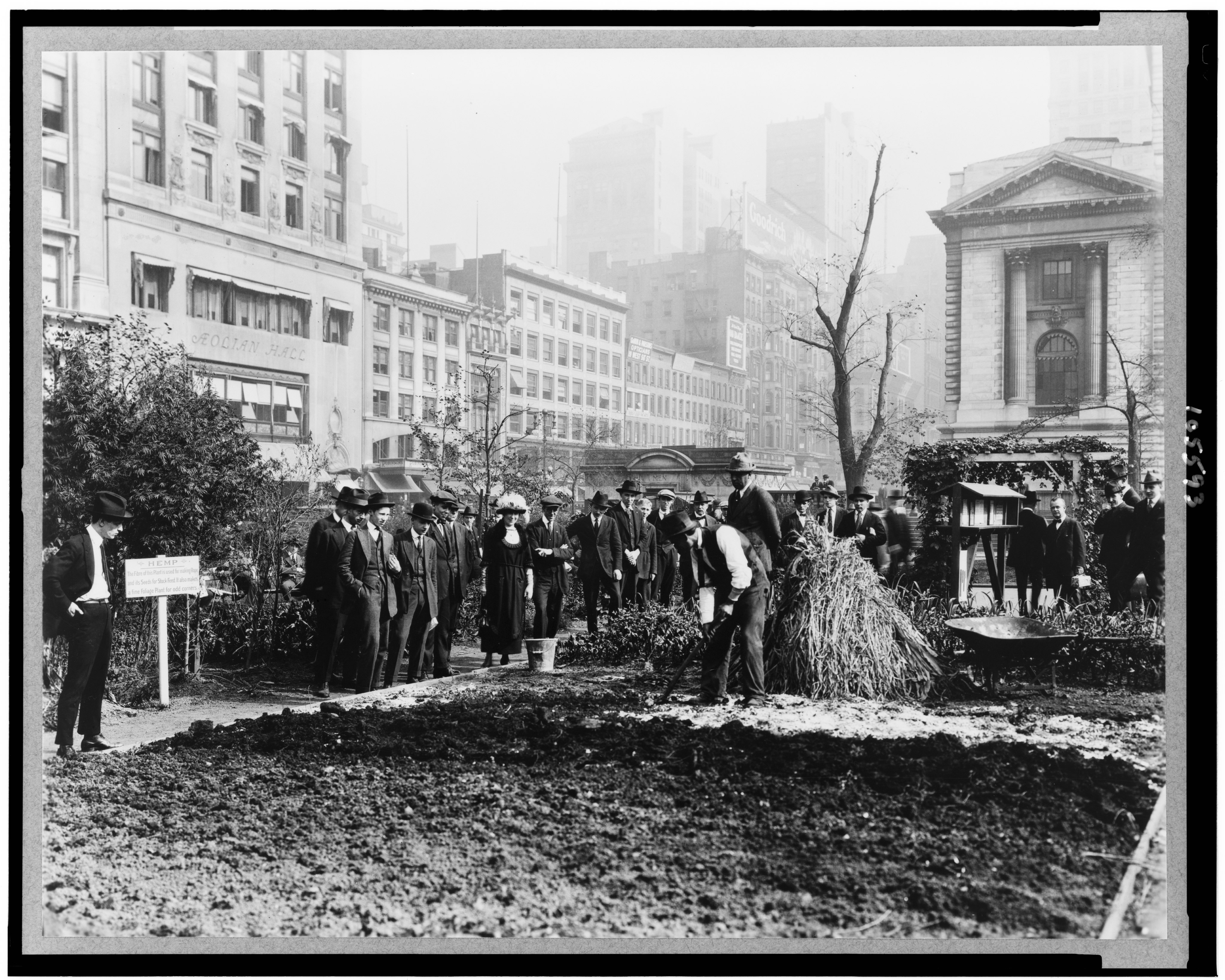
Una demostració de jardineria a la ciutat de Nova York, 1922.

La idea de la producció suplementària d'aliments més enllà de les operacions agrícoles rurals i les importacions llunyanes no és pas nova. Es va fer servir durant la guerra i la depressió, quan van sorgir problemes d'escassetat d'aliments, així com en èpoques de relativa abundància. Els horts de cultiu van sorgir a Alemanya a principis del segle xix com a resposta a la pobresa i la inseguretat alimentària.
En 1893, es va demanar als ciutadans d'una Detroit colpejada per la depressió que utilitzessin lots buits per cultivar verdures. Van ser sobrenomenats els Pegats de Patates de Pingree en honor a l'alcalde, Hazen S. Pingree, que va tenir la idea. La seva intenció era que aquests horts produïssin ingressos, subministrament d'aliments i impulsessin la independència en temps de penúria. Els horts de la victòria van sorgir durant la Primera i la Segona Guerra Mundial i eren horts de fruites, verdures i herbes als Estats Units, Canadà i el Regne Unit. Aquest esforç va ser emprès pels ciutadans per reduir la pressió sobre la producció d'aliments que havien de donar suport a l'esforç bèl·lic.
Durant la Primera Guerra Mundial, el president Woodrow Wilson va fer una crida a tots els ciutadans nord-americans perquè utilitzessin qualsevol creixement d'aliments obert disponible, veient això com una forma de treure'ls d'una situació potencialment perjudicial. Com que la major part d'Europa estava consumida per la guerra, no podien produir suficients subministraments d'aliments per enviar-los als Estats Units i es va posar en marxa un nou pla amb l'objectiu d'alimentar els Estats Units i fins i tot subministrar un excedent a altres països necessitats. El 1919, més de 5 milions de parcel·les cultivaven aliments i es van collir més de 500 milions de lliures de productes.

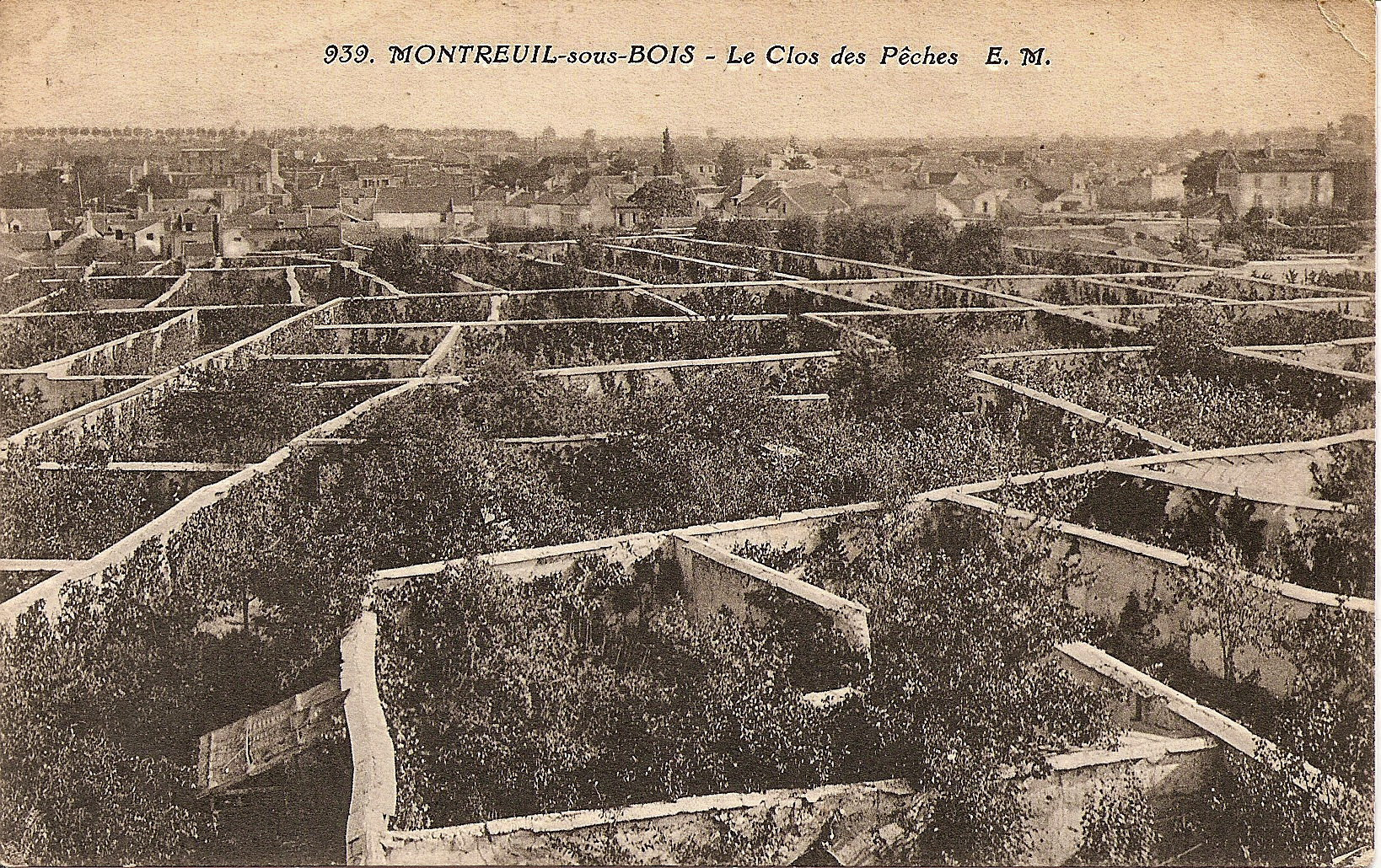
Préssecs a Montreuil (Sena Saint-Denis), França.

Una pràctica molt similar es va posar en pràctica durant la Gran Depressió que va proporcionar un propòsit, treball i menjar a aquells que altrament no tindrien res durant temps tan durs. Aquests esforços van ajudar a aixecar l'ànim i impulsar el creixement econòmic. Durant la Depressió es van produir aliments per valor de més de 2,8 milions de dòlars als horts de subsistència. Per a la Segona Guerra Mundial, l'Administració de Guerra/Aliments va crear un Programa Nacional d'Horts de la Victòria que es va proposar establir sistemàticament una agricultura funcional dins les ciutats. Amb aquest nou pla en marxa, fins a 5,5 milions de nord-americans van participar en el moviment dels horts de la victòria i es van cultivar més de nou milions de lliures de fruita i verdura a l'any, cosa que va suposar el 44% dels productes cultivats als EUA durant tot aquest temps.

## Tipus principals

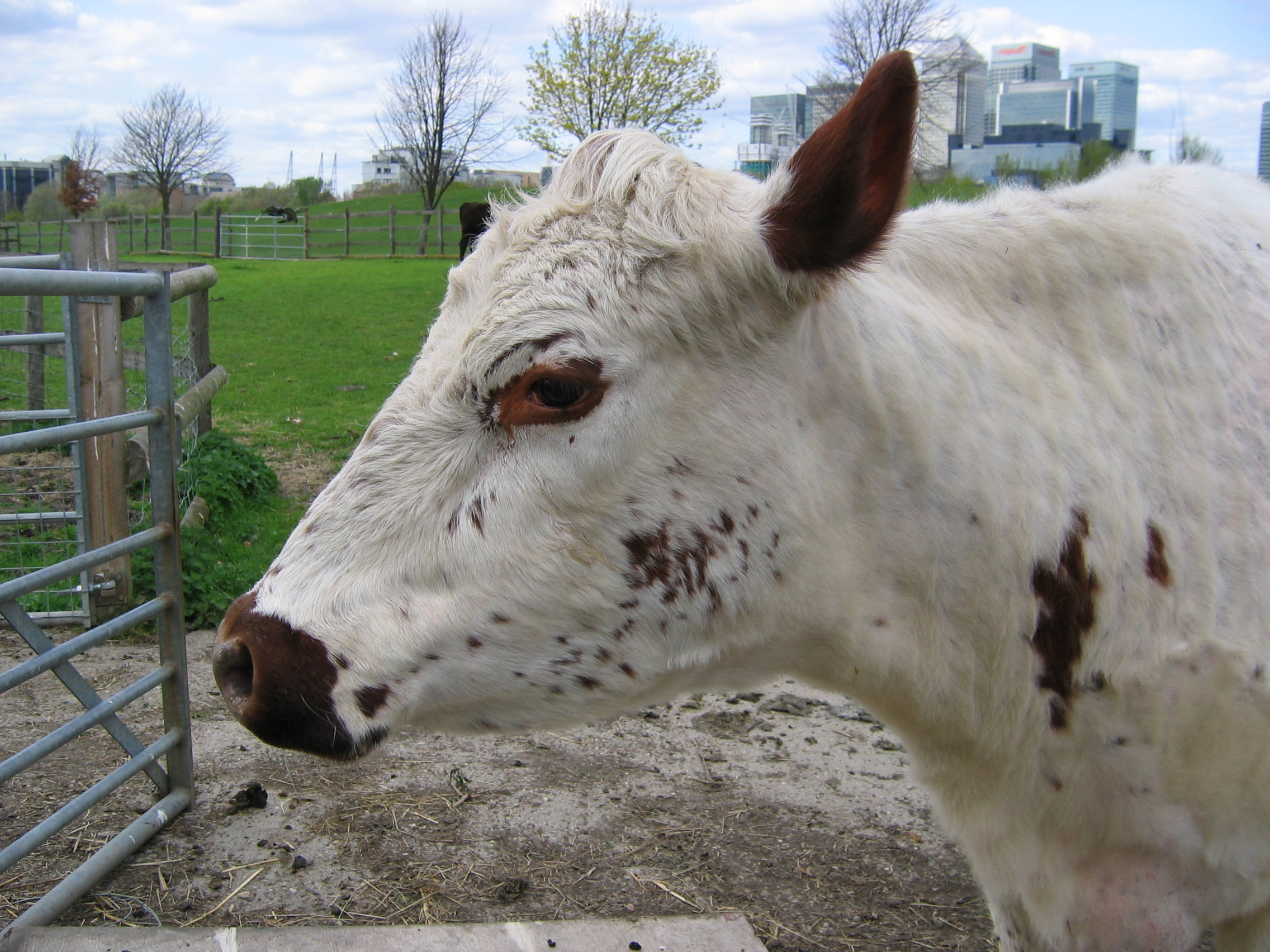
Una vaca a Mudchute Park and Farm, Tower Hamlets, Londres.

No existeix un terme general per designar les parcel·les agrícoles a zones urbanes. Els jardins i les granges, encara que no són fàcils de definir, en són els dos tipus principals. Segons l'USDA, una granja és "qualsevol lloc des del qual es produeixen i venen 1000 dòlars o més en productes agrícoles." A Europa, el terme “granja urbana” s'utilitza per incloure jardins i granges.

### Jardins
Moltes comunitats fan que la jardineria comunitària sigui accessible al públic, proporcionant un espai perquè els ciutadans cultivin plantes per a l'alimentació, la recreació i l'educació. Els horts comunitaris donen als ciutadans l'oportunitat d'aprendre sobre horticultura a través de la prova i l'error i obtenir una comprensió millor del procés de producció d'aliments i altres plantes. Un programa de jardineria comunitària ben establert és el P-Patch de Seattle. El moviment popular de permacultura ha tingut una enorme influència en el renaixement de l'agricultura urbana a tot el món. Durant la dècada de 1960 es van crear diversos horts comunitaris al Regne Unit, influïts pel moviment dels horts comunitaris als Estats Units. El Projecte Severn de Bristol es va crear el 2010 per 2.500 lliures i proporciona 34 tones de productes a l'any, fent servir persones d'entorns desafavorits.

### Granges

El Projecte Granja als Terrats de la Ciutat de Nova York.

Les granges urbanes són parcel·les agrícoles a zones urbanes, que compten amb persones que treballen amb animals i plantes per produir aliments. Solen ser jardins gestionats per la comunitat que busquen millorar les relacions de la comunitat i oferir un coneixement de l'agricultura i la ramaderia a les persones que viuen en zones urbanitzades. Són importants fonts de seguretat alimentària per a moltes comunitats de tot el món. Les granges urbanes varien en mida, des de petites parcel·les en patis privats fins a granges més grans que ocupen diverses hectàrees. El 1996, un informe de les Nacions Unides va estimar que hi ha més de 800 milions de persones a tot el món que cultiven aliments i crien guanyat a les ciutats. Tot i que algunes granges urbanes tenen empleats remunerats, la majoria depenen en gran manera de la mà d'obra voluntària, i algunes són dirigides únicament per voluntaris. Altres granges urbanes funcionen com a associacions amb autoritats locals.
En 1972 es va crear una de les primeres granges urbanes a Kentish Town, Londres. Combina animals de granja amb espais de jardineria, un complement inspirat a les granges infantils dels Països Baixos. El van seguir altres granges urbanes a Londres i el Regne Unit. A Austràlia, hi ha diverses granges urbanes en diverses capitals. A Melbourne, la Granja Infantil Collingwood es va crear el 1979 a l'Abbotsford Precinct Heritage Farmlands (l'APHF), el terreny més antic cultivat contínuament a Victoria, cultivat des de 1838.
El 2010, a la ciutat de Nova York es va construir i va inaugurar la major granja del terrat del món, de propietat i gestió privades, a la qual va seguir una ubicació encara més gran el 2012. Tots dos van ser el resultat de programes municipals com el Programa de Reducció d'Impostos sobre Sostres Verds i el Programa de Subvencions per a Infraestructures Verdes.
A Singapur estan apareixent granges hidropòniques als terrats (que també es basen en l'agricultura vertical). L'objectiu que es persegueix és rejovenir zones i mà d'obra fins ara marginades. Alhora, es cultivaran i colliran productes d'alt nivell sense pesticides.

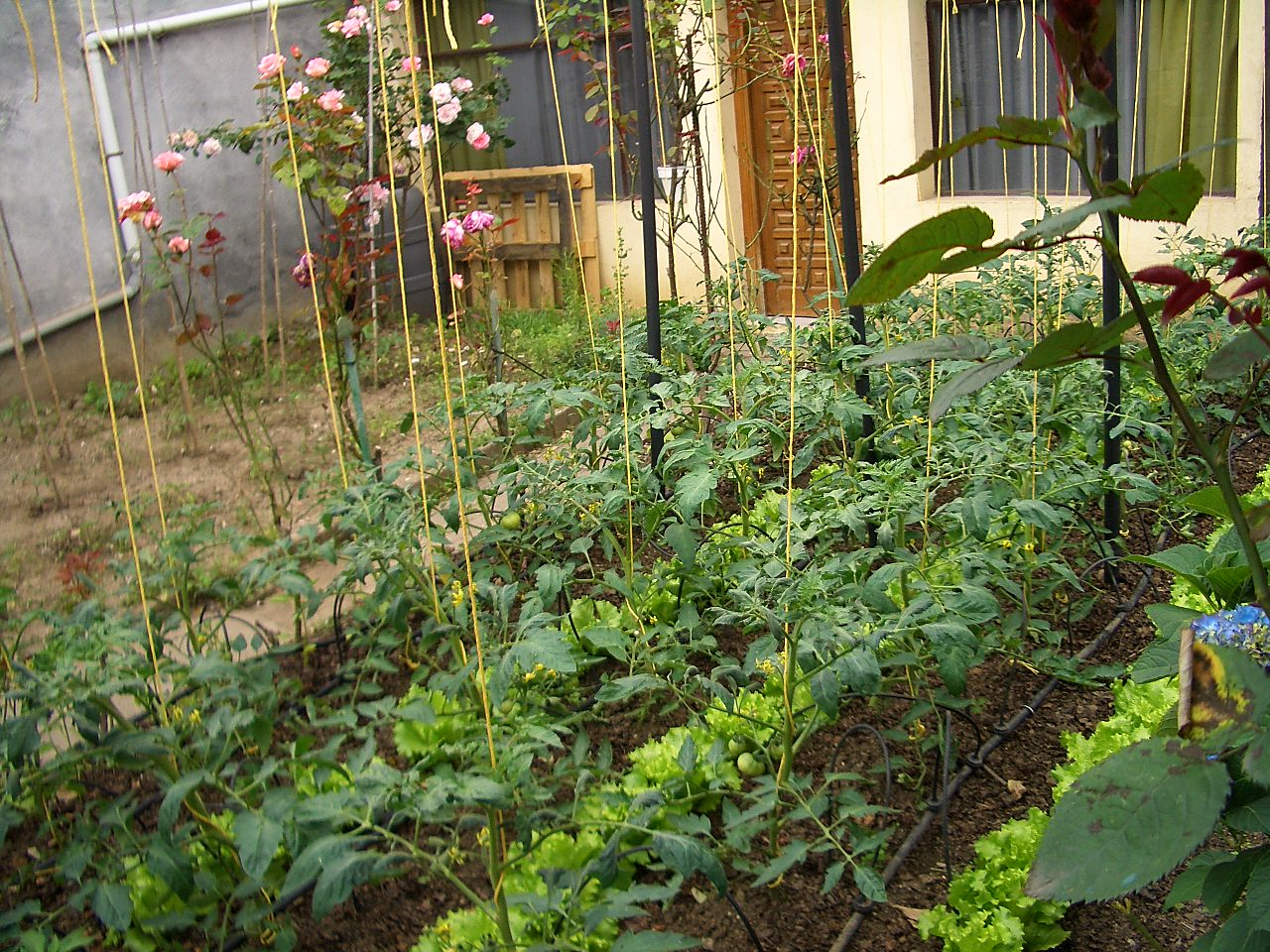
Un ordenat jardí davanter de flors i verdures a Aretxabaleta, País Basc